# Cambita Garabitos
Cambita Garabitos – miasto i gmina na Dominikanie, położone w południowej części prowincji San Cristóbal.

## Opis
Miasto obecnie zajmuje powierzchnię 172,8 km² i liczy 15 514 mieszkańców 1 grudnia 2010. 